# Taksensand Fyr
Taksensand Fyr (auch Taxensand Fyr) ist ein Leuchtturm, der von der dänischen Seefahrtsbehörde Farvandsvæsenet betrieben wird und sich auf der Ostseite der Insel Als in der heutigen Region Syddanmark befindet.

## Lage

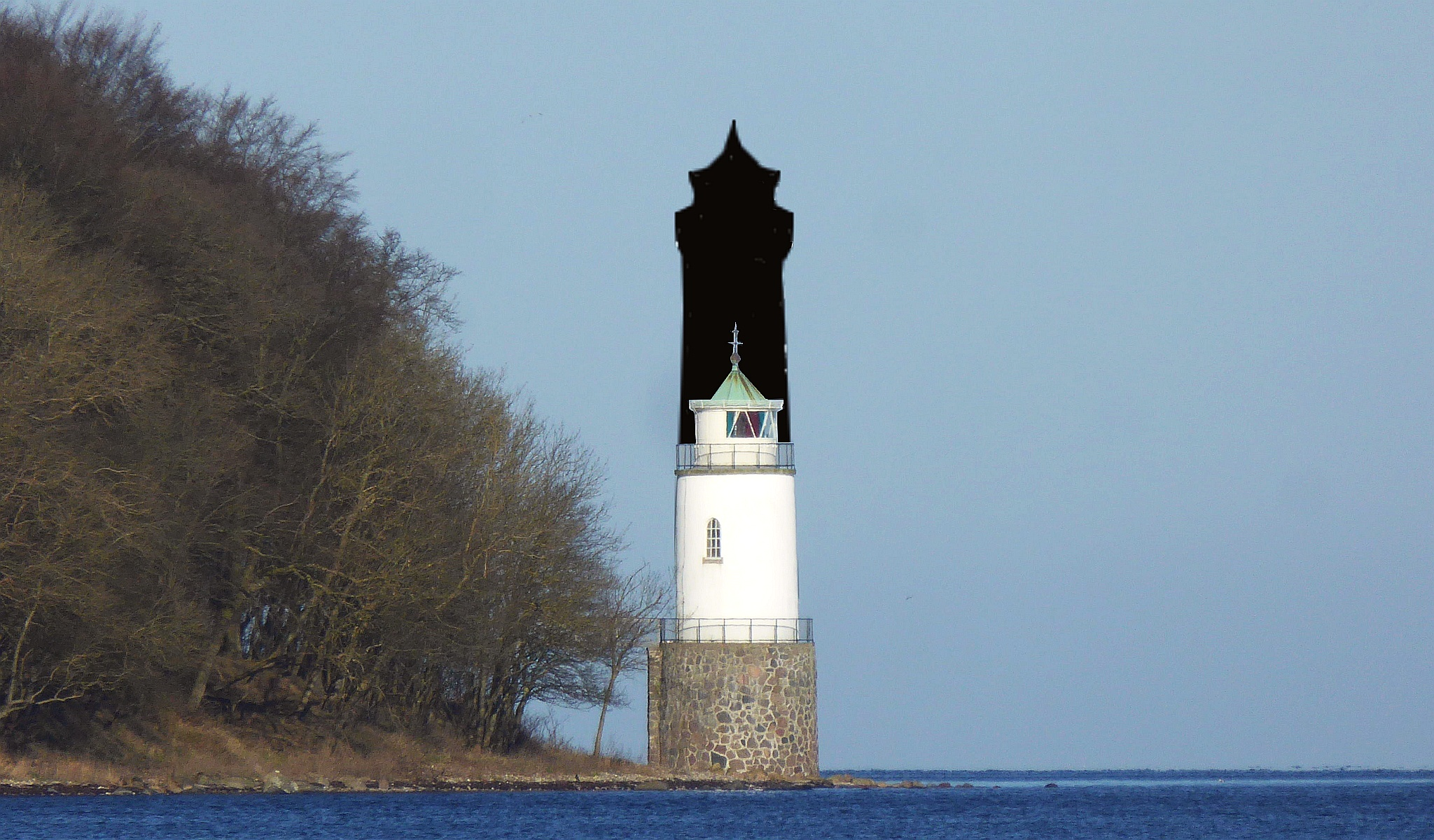
Montage zum Vergleich Leuchtturmhöhe 1905 vs Bauhöhe 1953

Der Leuchtturm befindet sich 1,9 km nördlich in Sichtweite des Fährhafens Fynshav, der von Westen über den Motorvej 8 erreichbar ist und nach Osten Fährverbindungen nach Bøjden (Insel Fyn) und nach Søby auf der Insel Ærø ermöglicht. Auf dem Landwege ist der direkt am Ufer des Kleinen Belt gelegene Taxensand Fyrtårn von der Ortschaft Helved über die gleichnamige Straße und weiter über den Weg Stenkobbel ostwärts zur Küste. Der Weg Stenkobbel führt durch den südlichen Nørreskoven (Waldgebiet) zur Küste durch den insgesamt 740 ha umfassenden Staatsforst u. a. mit Dänemarks größtem Buchenbestand. Zudem führt hier der Wanderweg Alsstien vorbei, der südlich vom Leuchtturm Kegnæs vorbei am Leuchtturm Taksensand an der Alsener Ostküste entlang bis nach Hardeshøj zur dortigen Fähre nach Ballebro angelegt worden war.

## Geschichte
Der Leuchtturm Taksensand wurde 1905 in Betrieb genommen, als die Insel Als (deutsch Alsen) im Landkreis Sonderburg nach dem Deutsch-Dänischen Krieg zu Preußen gehörte. Ursprünglich war es ein 32 m hoher Turm, der bei umfassenden Reparatur- und Umbauarbeiten 1953 auf die jetzige Höhe von 19 m zurückgebaut wurde.
Der Turm wurde nach der Schleswiger Volksabstimmung vom 10. Februar 1920 und der Abtretung von Nordschleswig an Dänemark vom 15. Juni 1920 in Folge vom Kgl. Dansk Fyrvæsen übernommen. Während des Zweiten Weltkrieges, war der Leuchtturm mit einer Küstenwache besetzt. Darüber hinaus gab es Pläne, deutsche Soldaten beim Leuchtturm zu stationieren. Ob dies geschah, ist unklar.

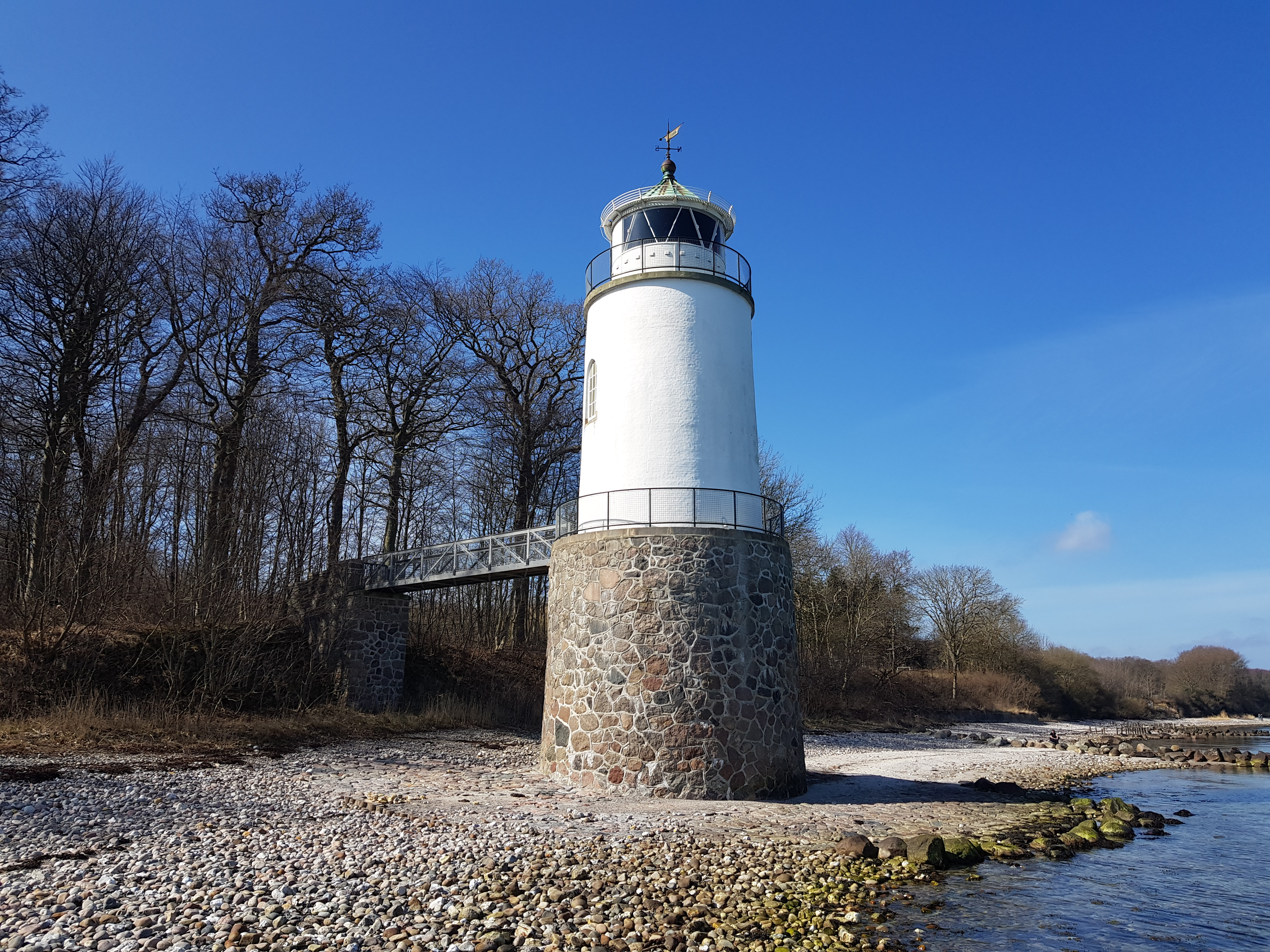
Leuchtturm Taksensand (2021)

## Bauwerk
Von Beginn an ist der Turm von Land her über einen ortsfesten Zugang (stählerner Steg) erreichbar, der auf Höhe Oberkante des aufgehenden Sockels ausgerichtet ist und auf der Sockelplattform einen Rundgang um den Turmschaft ermöglicht. Gegenüber dem Stegaustritt befindet sich die Turmeingangstür. Der Turm ist rund und am konisch aufgehenden Schaft oberhalb des Sockels mit weißem Anstrich versehen. Der steinerne Sockel besteht aus Feldsteinen und rotgrauem Granit, das zu einem Feldsteinmauerwerk ohne durchgehende Lagerfugen verarbeitet wurde. 1989 erfolgte noch einmal eine grundlegende Restaurierung des Leuchtturms.
In unmittelbarer Küstennähe wird die Basis des Turmsockels vom normalen Tidehub von 30 cm in der Ostsee nicht erreicht; da am Ufer ostwärts des Turms kein nennenswertes Vorland gegeben ist, können allerdings von stärkerem Ostwind erzeugte Brandungswellen dann auch den Turmsockel erreichen.
Um 1920 war der Leuchtturm mit einem Linsenapparat und einem Glühbrenner für den Betrieb mit Petroleum ausgestattet. Die Blinkfolge wurde mit Jalousien hergestellt. Diese Konstruktion wurde 1923 durch einen elektrischen Drehantrieb mit Abschattung zur Blitzgenerierung ersetzt. Das Leuchtfeuer ist westwärts am Lichtaustritt des Laternenhauses durch äußere Abdeckung begrenzt.